# Tibetia tongolensis
Tibetia tongolensis är en ärtväxtart som först beskrevs av Oskar Eberhard Ulbrich, och fick sitt nu gällande namn av Hung Pin Tsui. Tibetia tongolensis ingår i släktet Tibetia och familjen ärtväxter. Inga underarter finns listade i Catalogue of Life.